# Гамсун, Кнут
Кнут Га́мсун (норв. Knut Hamsun, настоящее имя Кнут Пе́дерсен (норв. Knud Pedersen); 1859—1952) — норвежский писатель, прозаик, драматург, публицист, поэт. Лауреат Нобелевской премии по литературе 1920 года за роман «Плоды земли» (1917).

## Биография

### Детские и юношеские годы

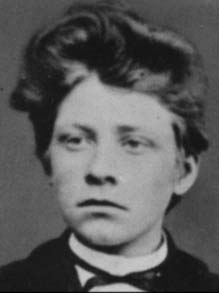
Кнут Гамсун в 12 лет

Кнут Гамсун родился 4 августа 1859 года в городке Лом, в долине Гудбрандсдален. Он был четвёртым ребёнком в семье деревенского портного Педера Педерсена и Торы Гармутреет. Семья жила в бедности. В 1862 году по приглашению брата Торы — Ханса Ольсена семья переезжает на хутор Гамсунд. С девяти лет Кнут работал в доме у своего дяди Ханса Ольсена, который проявлял в отношении племянника крайней степени жестокость: избивал бичом и морил голодом за малейшую провинность. Маленький Кнут следил за домом и за рогатым скотом.
В один из дней 1873 года терпение Кнута закончилось, и он сбежал из дома дяди в Лом к своей тёте Оли (сестре отца). Там он прожил около года, закончив седьмой класс школы. В 1874 г. мать написала сыну о том, что очень скучает и хочет, чтобы тот вернулся к ним, клятвенно заверяя, что более к дяде он не вернётся. Гамсун возвращается домой, однако буквально с порога мать заявляет, что на следующий же день он вернется к Хансу Ольсену, так как тот очень много делает для их семьи и они всем ему обязаны. Пятнадцатилетний Кнут собирает все свои вещи и книги и покидает Гамсунд. Он отправляется в Харалё, где устраивается на работу в лавку торговца Йорга Свенсона — приятеля отца. Там он проработал вплоть до 1876 года, а закончив школу и получив аттестат зрелости, Гамсун оставляет место и отправляется на север Норвегии — в Будё. Он устраивается на работу сапожником и здесь же начинает писать свои первые произведения.

### Начало литературной деятельности
В 1877 году Гамсун пишет свою первую повесть «Загадочный человек. Нордландская любовная история» (норв. Den Gaadefulde. En kjærlighedshistorie fra Nordland). Затем из-под руки молодого писателя появляется баллада «Свидание». Осенью этого же года переезжает в Сортланн, где устраивается в среднюю школу учителем словесности и литературы, однако продержался там только год. В мае 1878 года отец помогает Гамсуну устроиться на работу к ленсману Нурдалу в канцелярию в Бё на Лофотенских островах помочь ему привести в порядок архивы. Проведя всё лето у ленсмана, Гамсун более тесно знакомится с норвежской литературой и в первую очередь с творчеством Генрика Ибсена и Бьёрнстьерне Бьёрнсона. Под влиянием от прочитанного Гамсун начинает писать свой первый роман «Бьёргер». По настоянию ленсмана, прочитавшего рукопись романа и советовавшего отправляться в столицу с тем, чтобы издать роман, Гамсун едет в Христианию, где обивает пороги столичных издательств, но нигде его роман не принимают. Помимо того, самого Гамсуна никуда не принимают на работу, поскольку везде штат сотрудников был максимально укомплектован. Однако после потери сознания в конторе дорожно-строительной фирмы от недельного голодания перепугавшийся управляющий взял его к себе разнорабочим. Там Гамсун работает четыре последующих года до 1882 года.

### Путешествие в Америку
В молодости писатель много путешествовал, побывав, в частности, в США. Познакомившись с человеком, брат которого жил в Америке, Гамсун также решает отправиться туда. По приезде туда в январе 1882 года, Гамсун отыскивает адрес того самого брата и вручает ему рекомендательное письмо своего знакомого, в ответ же получает один доллар и совет никогда больше в этот дом не приходить. Пешком Гамсун добирается до Висконсина, где нанимается сельскохозяйственным рабочим на ферму. Продать свой роман американскому издателю у Гамсуна также не получается. С трудом собрав деньги на обратную дорогу, в 1884 году Гамсун на торговом судне возвращается в Норвегию и снимает комнату в долине Вальдрес. Восхищенный пейзажем здешних мест, красотой фьордов, он вновь принимается за работу.

### Из Педерсена в Гамсуна — история псевдонима
Оставшись под впечатлением от книг восходящего в те годы на пьедестал литературной славы Марка Твена, Гамсун пишет о нём эссе. Рукопись была опубликована летом 1884 года под псевдонимом Кнут Гамсунд (заимствовано от названия семейного хутора). На вырученные деньги он снимает меблированную квартиру в рабочем районе Христиании. Вскоре редактор ежемесячника предложил молодому писателю выпустить его работу о Твене отдельным изданием. Однако в типографии при наборе была допущена ошибка — псевдоним автора был написан без последней буквы. Так, Кнут Гамсунд стал Кнутом Гамсуном.
Гамсун был полностью уверен в собственном писательском таланте, а потому считал, что должен зарабатывать исключительно литературными заработками. Так, он стал писать рецензии на книжные новинки для газет и журналов. Но заказов было крайне мало, и он опять бедствовал.

### Снова в пути. Первый успех

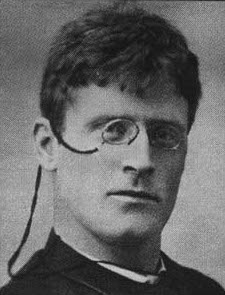
Кнут Гамсун в 1890 году

Весной 1886 года Гамсун решил вновь попытать удачу и вернуться в Америку. Он нанимается матросом на торговое судно, идущее в Нью-Йорк. Прибыв в США, он отправляется в Чикаго и устраивается там кондуктором трамвая. Продержавшись на этом месте только до июня, он был уволен, после чего поехал в Северную Дакоту, где на одной из ферм стал работать в бригаде сезонных рабочих на уборке озимых.

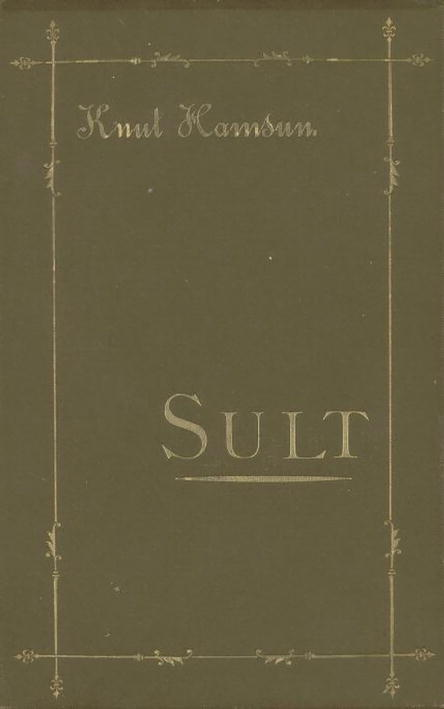
Первое издание романа «Голод» 1890 г.

Летом 1888 года Гамсун возвращается в Кристианию и начинает работу над романом «Голод». В 1889 г. перебирается в Копенгаген, где и обосновался. Именно здесь начинается успех Гамсуна-писателя. В 1890 году выходит новаторский психологический роман «Голод» (норв. Sult), принёсший ему славу.
В 1890-е годы и особенно в 1900-е Гамсун был одним из самых популярных в мире писателей и драматургов модернизма, неоднократно переводился и был очень известен в России, где в период 1905—1910 гг. выходит два его полных собрания сочинений.
После успеха «Голода» Гамсун возвращается в Норвегию в Лиллесанн и начинает работу над новым романом «Мистерии», который публикуется в Копенгагене в 1892 году. Ещё через два года свет увидел роман «Пан» (1894). С этого времени Кнут Гамсун становится признанным писателем, живым классиком современности. Его книги переводятся на датский, шведский, английский и русский языки.
В 1895 году писатель пробует себя в драматургии: пишет пьесу «У врат царства», которая в дальнейшем станет первой книгой из трилогии об Иваре Карено — «У врат царства» (1895), «Игра жизни» (1896), «Вечерняя заря» (1898). Однако рамки пьесы для Гамсуна оказались чересчур тесными, и он полностью сосредоточился на романах.
В 1898 году Гамсун, вспоминая о своем путешествии в США, пишет книгу «Духовная жизнь Америки».
В 1904 году Гамсун пробует себя и в качестве поэта. Ранее он уже писал стихотворения, однако практически тут же уничтожал их. Теперь же он пишет целый сборник стихотворений «Дикий хор» (1904).

### Личная жизнь

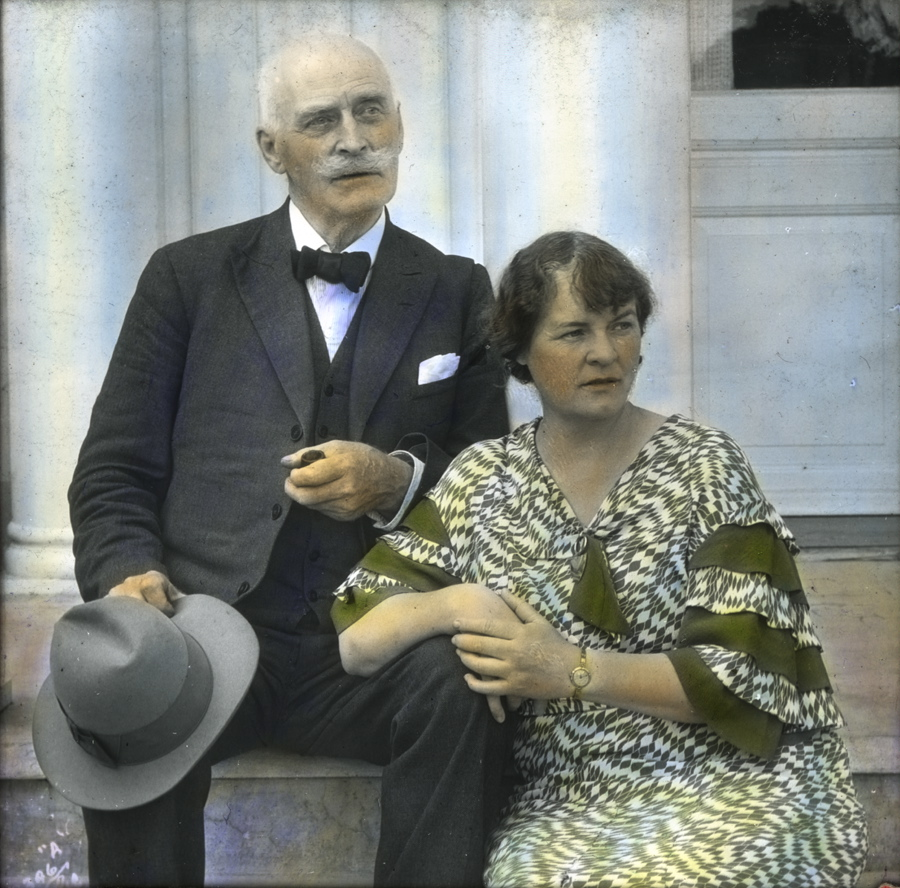
Кнут и Мари Гамсун (1933 г.)

Личная жизнь Кнута Гамсуна складывалась очень непросто. Писатель сам по себе был тихим, замкнутым человеком, предпочитающим уединение с собственными мыслями. Первые взаимоотношения Гамсуна с женщинами можно отнести к уже зрелым годам писателя (примерно 1890-м гг.). Именно в это время Кнут заводит роман с английской писательницей Мэри Данн (1890 г.), затем происходит неудачная помолвка с фрекен Лулли Льюис (зима 1892 г.).

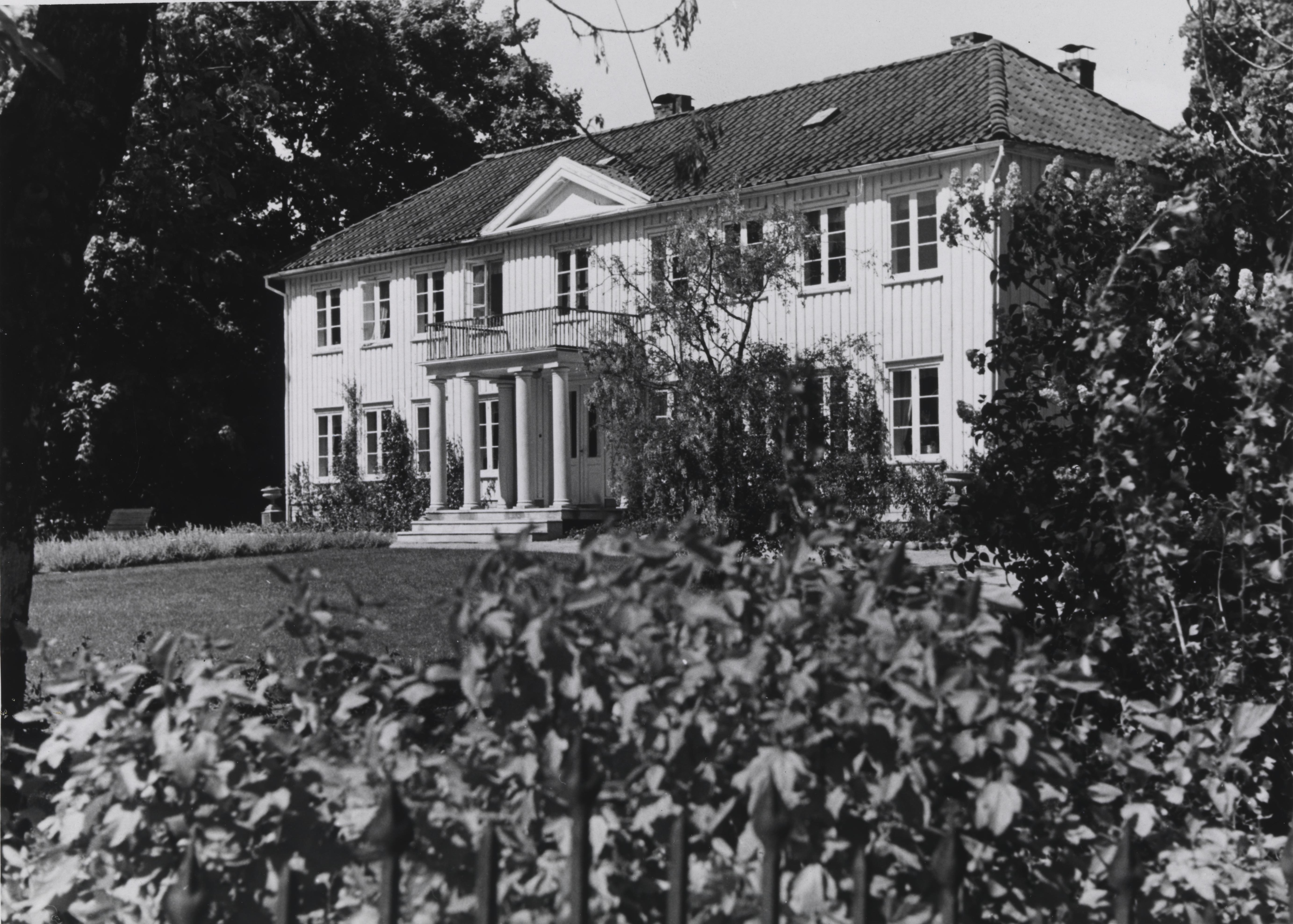
Усадьба Гамсуна Нёрхольм (Гримстад)

В 1898 году Гамсун женится на Берглиот Бех — этот брак продлился восемь лет. Через год после свадьбы у пары родилась дочь. Однако с самого начала брак нельзя было назвать удачным: это был союз двух уставших от одиночества людей. Вскоре супруги и вовсе стали жить порознь.
Через пару лет после развода Кнут влюбляется в молодую драматическую актрису из Швеции Мари Андерсен, на которой женится в 1909 году. Мари после свадьбы оставила карьеру и оставалась с Гамсуном до конца его дней. Вместе они прожили 43 года с разницей в возрасте в 23 года. В 1918 году супруги покупают усадьбу Нёрхольм в Гримстаде, в которой Гамсун проведёт остаток жизни.

### Нобелевская премия. Гамсун и нацизм
В 1920 году Гамсуну присуждается Нобелевская премия по литературе за монументальный труд «Плоды земли» (норв. Markens Grøde) (1917). В 1943 году Гамсун передал свою медаль нобелевского лауреата министру пропаганды Третьего Рейха Геббельсу.
В том же 1920-м году издается роман Гамсуна «Женщины у колодца», где писатель детально описал постепенное вымирание норвежской деревни. Ещё через три года появляется роман «Последняя глава» (1923). На писателя посыпался шквал критики не только простых читателей, но и некоторых членов правительства. Гамсуна обвиняли в его излишней «традиционности». В послевоенных условиях Норвегия нуждалась в промышленности — основе процветающей экономики. Писатель же выступал за сохранение традиционного уклада, за Норвегию крестьянскую, сельскохозяйственную. Его обвиняли в сознательном препятствовании возрождению экономики страны, в пропаганде устаревших ценностей. В ответ Гамсун пишет большую статью, в которой постарался изложить как можно проще и доходчивей своё видение главных проблем Норвегии. Однако тут же сжигает рукопись, полагая, что в его ранее изданных книгах и так все сказано.
О своем творчестве Гамсун писал так: «Как современный психолог, я должен осветить и исследовать душу. Я должен исследовать её вдоль и поперек, со всех точек зрения, проникнуть в самые тайные глубины».

Ницше выступает также против буржуазии, выступает из таких же мотивов, что и Гамсун, за её сонность, за её «христианское» сочувствие пролетариату. Гамсуновский идеал, идеал деспота, воплощается у него в преступную фигуру Чезаре Борджиа, в ренессансовские натуры, с их невинным цинизмом и холодной логикой убийства — Юринец В. А.. Значение Плеханова для марксовой социологии искусства (1927)
После прихода Адольфа Гитлера к власти в Германии и во время Второй мировой войны Гамсун, ранее систематически проповедовавший немецкую культуру и выступавший против англосаксонской, встал на сторону нацистов и поддерживал Видкуна Квислинга. Однако, видя все жестокости и преступления коллаборационистского режима Квислинга, писатель разочаровался в нём. Во время своего визита в Германию в 1943 году Гамсун, встретившись с Гитлером, потребовал от него избавить Норвегию от Квислинга и Тербовена, чем привёл фюрера в ярость.

### Последние годы и наследие

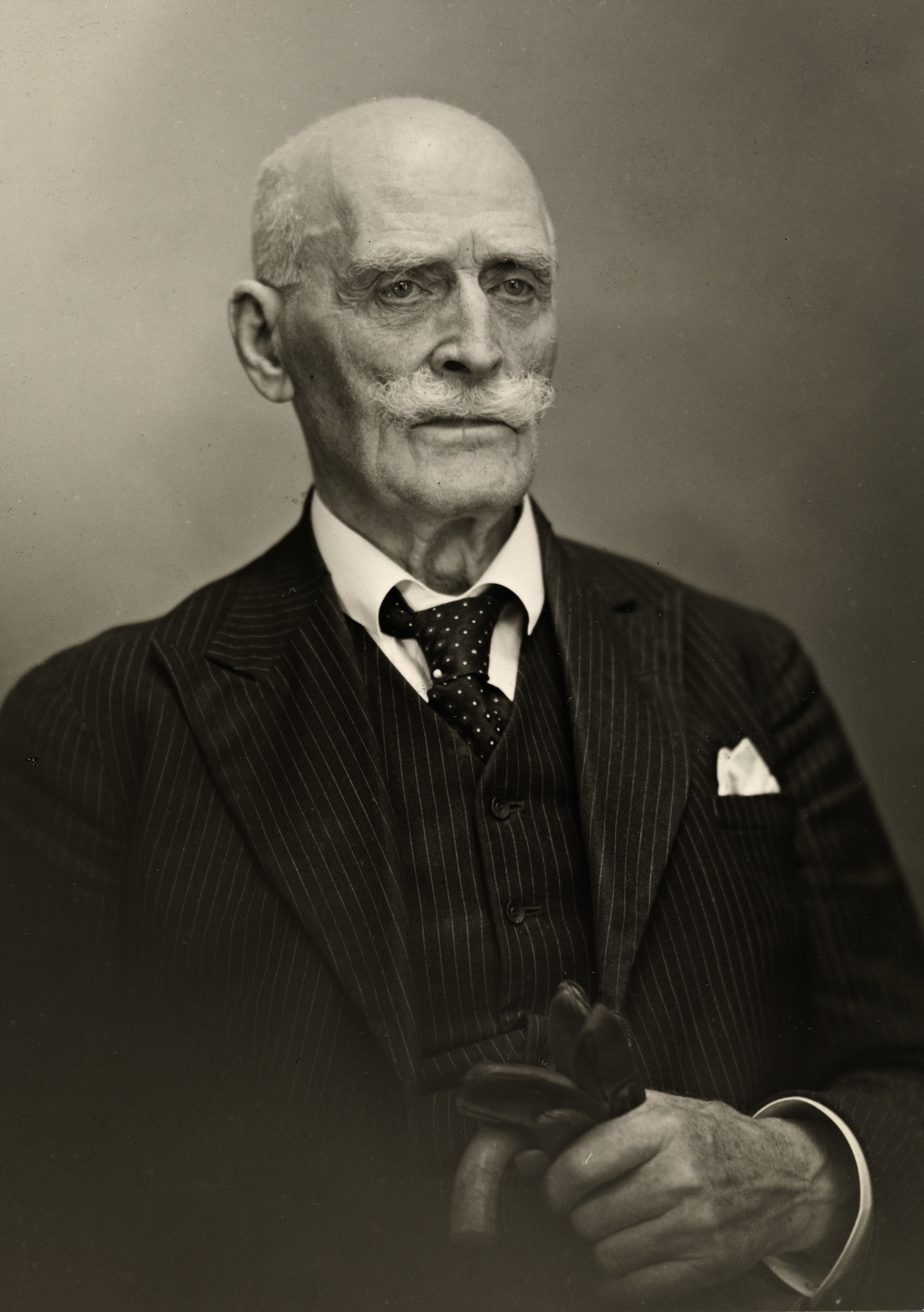
Кнут Гамсун в 1944 году

После самоубийства А. Гитлера Гамсун написал некролог, в котором назвал нацистского лидера «борцом за права народов», хотя близкие отговаривали его от этого шага.
После окончания войны Гамсун был обвинён в коллаборационизме и отдан под суд. Он избежал тюремного заключения благодаря преклонному возрасту, однако был оштрафован по гражданскому иску на сумму в 425 тысяч крон (80 тысяч долларов США по курсу того времени), что привело к конфискации значительной части его имущества. Позднее он описал судебный процесс в романе «По заросшим тропинкам».

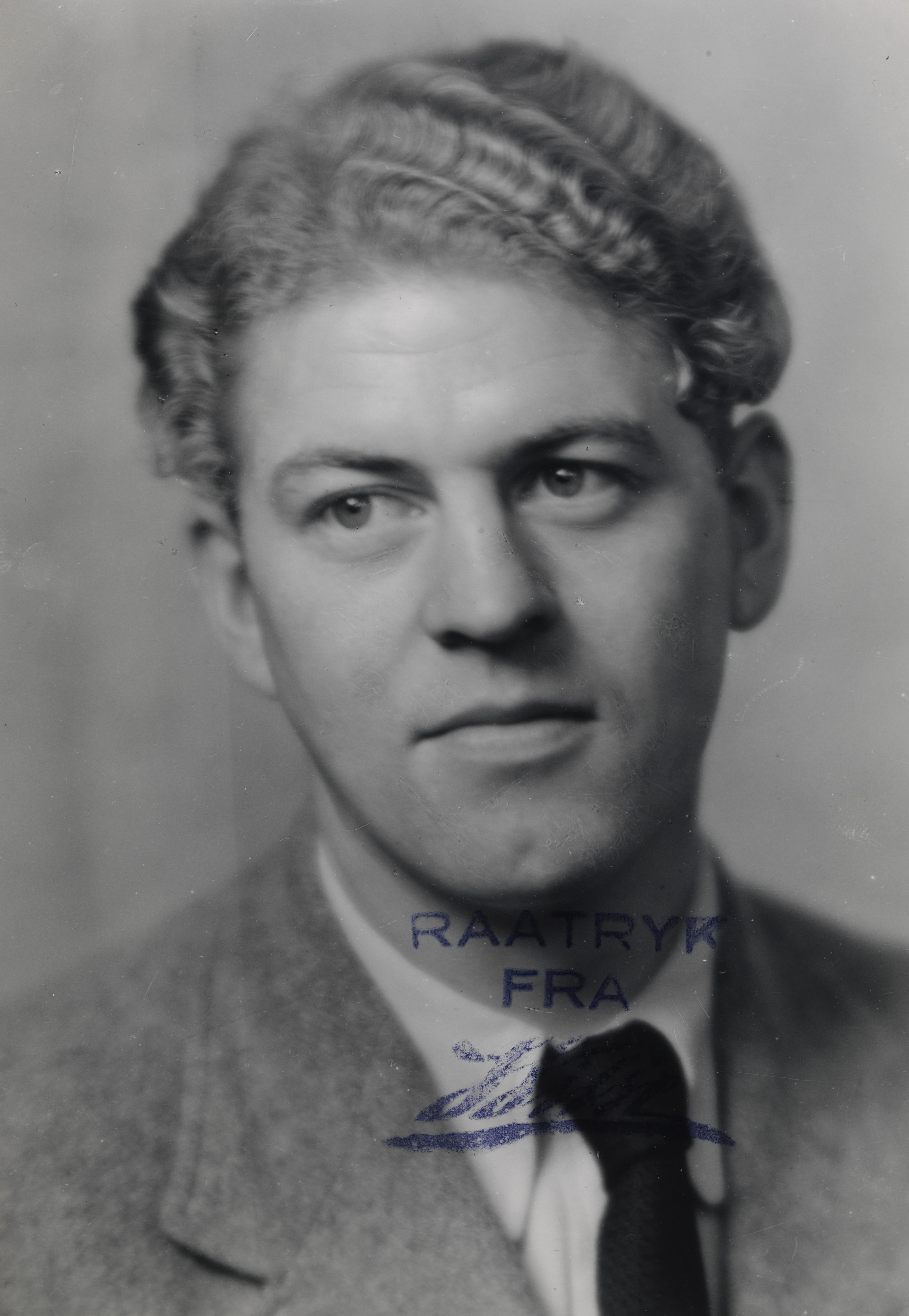
Арилд Гамсун

Старший сын писателя Арилд, унаследовав от отца его жизненную философию и позицию в отношении Германии, в 1939 года записался добровольцем в 5-ю Добровольческую дивизию СС «Викинг», и в её составе воевал на Восточном фронте в СССР. Также служил военным корреспондентом в специальном пропагандистском взводе, в 1943 году вошедшем в специальный пропагандистский полк СС «Курт Эггерс».
После войны Гамсун и его жена Мари были подвергнуты домашнему аресту, затем писатель некоторое время жил в доме для престарелых, а на период с октября 1945 г. по февраль 1946 г. был переведён в психиатрическую лечебницу профессора Габриеля Лангфельдта в Осло. После этого (и вплоть до самого суда, состоявшегося 16 декабря 1947 г.) Гамсун живёт в доме престарелых в Ланнвике. Там же он проводит следующие три года после вынесения приговора и разоренный возвращается в Нёрхольм только весной 1950 года.
Кнут Гамсун скончался в ночь на вторник 19 февраля 1952 года в своей комнате в Нёрхольме в возрасте 92 лет.
В Норвегии полное 15-томное собрание сочинений Гамсуна вышло в свет через два года после его смерти, в России же оно так и не было издано. После войны первое издание книг Гамсуна на русском языке относится только к 1970 году, а наиболее полным собранием сочинений писателя на русском языке можно считать выходивший в период 1991—2000 гг. шеститомник. Как отмечала уже в XXI веке известный российский литературовед Е. Д. Шубина: «Кнут Гамсун в какой-то момент стал нерукоподаваемым, когда он поддержал фашистскую идеологию, и что же — от этого его романы стали хуже?».

## Произведения
Творчество Кнута Гамсуна уникально своей многожанровостью, тематическим разнообразием и глубоким пониманием психологии как отдельной личности, так и целого общества. За свою долгую жизнь Гамсун написал 22 романа; опубликовал три сборника рассказов в период 1897—1905 гг.: «Сиеста», «Лесная поросль», «Бурная жизнь»; написал несколько повестей и новелл; является автором шести пьес, написанных в период 1895—1910 гг.: трилогии об Иваре Карено — «У врат царства», «Игра жизни», «Вечерняя заря»; драм «Мункен Вендт», «Царица Тамара», «Голос жизни»; публицистических произведений и статей, где в подробностях описывает своё путешествие в Америку: «За океан», «Духовная жизнь Америки», ряд стихотворений. В дореволюционной России переводами произведений Кнута Гамсуна занимались такие видные деятели литературы, как А. А. Блок и К. Д. Бальмонт.
| Год                                                                                  | Оригинальное название                                                                                    | Название                                                    | Жанр            |
| ------------------------------------------------------------------------------------ | --- | ----------------------------------------------------------- | --------------- |
| 1877                                                                                 | норв. Den Gaadefulde. En kjærlighedshistorie fra Nordland под именем Кнуд Педерсен (норв. Knud Pedersen) | Загадочный человек. Любовная история из Нурланна            | повесть         |
| 1878                                                                                 | норв. Et Gjensyn под именем Кнуд Педерсен Гамсунд (норв. Knud Pedersen Hamsund)                          | Свидание                                                    | баллада         |
| 1878                                                                                 | норв. Bjørger под именем Кнуд Педерсен Гамсунд (норв. Knud Pedersen Hamsund)                             | Бьёргер                                                     | повесть         |
| 1889                                                                                 | норв. Lars Oftedal. Udkast (11 статей, которые ранее печатались в Dagbladet)                             | Ларс Офтедал. Черновик                                      | статьи          |
| 1889                                                                                 | норв. Fra det moderne Amerikas Aandsliv                                                                  | Духовная жизнь Америки                                      | статья          |
| 1890                                                                                 | норв. Sult                                                                                               | Голод                                                       | роман           |
| 1892                                                                                 | норв. Mysterier                                                                                          | Мистерии                                                    | роман           |
| 1893                                                                                 | норв. Redaktør Lynge                                                                                     | Редактор Люнге                                              | роман           |
| 1893                                                                                 | норв. Ny Jord                                                                                            | Новые силы («Новь»)                                         | роман           |
| 1894                                                                                 | норв. Pan                                                                                                | Пан                                                         | роман           |
| Трилогия об Иваре Карено                                                             | |                                                             |                 |
| 1895                                                                                 | норв. Ved Rigets Port                                                                                    | У врат царства                                              | пьеса           |
| 1896                                                                                 | норв. Livets Spil                                                                                        | Игра жизни                                                  | пьеса           |
| 1898                                                                                 | норв. Aftenrøde, Slutningsspil                                                                           | Вечерняя заря                                               | пьеса           |
|                                                                                      | |                                                             |                 |
| 1897                                                                                 | норв. Siesta                                                                                             | Сиеста                                                      | рассказы        |
| 1898                                                                                 | норв. Victoria. En kjærlighedshistorie                                                                   | Виктория. История любви                                     | роман           |
| 1902                                                                                 | норв. Munken Vendt. Brigantines saga I                                                                   | Мункен Вендт / Монах Вендт                                  | пьеса           |
| 1903                                                                                 | норв. I Æventyrland. Oplevet og drømt i Kaukasien                                                        | В сказочной стране                                          | путевые заметки |
| 1903                                                                                 | Dronning Tamara                                                                                          | Царица Тамара                                               | пьеса           |
| 1903                                                                                 | Kratskog                                                                                                 | Густые заросли / Лесная поросль                             | рассказы        |
| 1904                                                                                 | Det vilde Kor                                                                                            | Дикий хор                                                   | стихи           |
| 1904                                                                                 | Sværmere                                                                                                 | Сумасброд / Мечтатели                                       | роман           |
| 1905                                                                                 | Stridende Liv. Skildringer fra Vesten og Østen                                                           | Бурная жизнь. Изображения с Запада и Востока                | рассказы        |
| Трилогия о странниках                                                                | |                                                             |                 |
| 1906                                                                                 | Under Høststjærnen. En Vandrers Fortælling                                                               | Под осенней звездой (первая книга)                          | роман           |
| 1909                                                                                 | En Vandrer spiller med Sordin                                                                            | Странник, играющий под сурдинку (вторая книга)              | роман           |
| 1912                                                                                 | Den sidste Glæde                                                                                         | Последняя отрада (третья книга)                             | роман           |
|                                                                                      | |                                                             |                 |
| Дилогия «Бенони и Роза» (продолжение истории Эдварды и её отца Мака из романа «Пан») | |                                                             |                 |
| 1908                                                                                 | Benoni                                                                                                   | Бенони (первая книга дилогии)                               | роман           |
| 1908                                                                                 | Rosa. Af student Pærelius' Papirer                                                                       | Роза (вторая книга дилогии)                                 | роман           |
|                                                                                      | |                                                             |                 |
| 1910                                                                                 | | Во власти чувств                                            | пьеса           |
| 1910                                                                                 | Livet i Vold                                                                                             | Воинствующая жизнь                                          | новеллы         |
| 1913                                                                                 | Børn av Tiden                                                                                            | Дети века                                                   | роман           |
| 1915                                                                                 | Segelfoss By                                                                                             | Местечко Сегельфосс (продолжение романа «Дети века»)        | роман           |
| 1917                                                                                 | Markens Grøde                                                                                            | Соки земли / Плоды земли                                    | роман           |
| 1918                                                                                 | Sproget i Fare                                                                                           | Язык опасности                                              | эссе            |
| 1920                                                                                 | Konerne ved Vandposten                                                                                   | Женщины у колодца                                           | роман           |
| 1923                                                                                 | Siste Kapitel                                                                                            | Последняя глава                                             | роман           |
| Трилогия об Августе                                                                  | |                                                             |                 |
| 1927                                                                                 | Landstrykere I                                                                                           | Бродяги / Скитальцы (первая книга из «Трилогии об Августе») | роман           |
| 1930                                                                                 | August                                                                                                   | Август (вторая книга из «Трилогии об Августе»)              | роман           |
| 1933                                                                                 | Men Livet lever                                                                                          | А жизнь идёт… (третья книга из «Трилогии об Августе»)       | роман           |
|                                                                                      | |                                                             |                 |
| 1936                                                                                 | Ringen sluttet                                                                                           | Круг замкнулся                                              | роман           |
| 1949                                                                                 | Paa gjengrodde Stier                                                                                     | На заросших тропинках                                       | роман           |

## Киновоплощения
- Гамсун (англ. Hamsun) (Дания—Швеция—Норвегия—Германия, 1996). В роли Кнута Гамсуна — Макс фон Сюдов.

## Экранизации
- 1921 — Плоды земли[англ.] по одноимённому роману[8].
- 1966 — Голод — Дания-Швеция-Норвегия, по одноимённому роману.
- 1978 — Мистерии — Нидерланды, по одноимённому роману.
- 1988 — Виктория — СССР, по одноимённому роману.
- 2013 — Виктория. История любви — Норвегия, по роману «Виктория»